# Trentepohlia (Paramongoma) bromeliadicola
Trentepohlia (Paramongoma) bromeliadicola is een tweevleugelige uit de familie steltmuggen (Limoniidae). De soort komt voor in het Neotropisch gebied.